# Samsung Galaxy (esports)
Samsung Galaxy byla jihokorejská sesterská řada esportových, profesionálních týmů ve videohře League of Legends, kterou od roku 2013, do roku 2017 spravovaly společnosti Samsung Electronics a Ozone. Týmy vznikly z původní organizace MVP a dva z nich - Samsung White a Samsung Galaxy se zapsaly do historie jako vítězné týmy Mistrovství světa v League of Legends ve Čtvrté a Sedmé sezóně.
Týmy zanikly v roce 2018, když byly odkoupeny organizací KSV eSports Korea a přejmenovány na Gen.G. (Generation Gaming).

## Historie
Organizace Samsung Electronics se v Jižní Koreji angažovala na scéně eSportu již ve videohře StarCraft. Poté, co se Jižní Korea dostala do semifinále na Mistrovství světa v League of Legends v roce 2012 se Samsung Electronics začali angažovat také do LoL scény. Od roku 2013 proto společnost fungovala jako sponzor pro hlavní Korejskou extraligu LCK. Na konci roku 2013 byly odkoupeny sesterské týmy MVP Blue a MVP Ozone a vznikly tak týmy Samsung Blue a Samsung White.
Oba sesterské týmy obhájily kvalifikaci do Jihokorejské extraligy LCK a v roce 2014 začaly jejich první zápasy na profesionální scéně. Tým Samsung Blue působil v prvních částech ligy dominantnějším dojmem - tým zvítězil v Jarní části ligy a získal tak první místo jako reprezentant Korejského regionu na Světovém šampionátu 2014. Druhý tým - Samsung White získal v lize třetí místo a také získal místo na turnaji, byl ovšem považovaný za černou ovci Jihokorejských týmů.
Na Mistrovství světa v roce 2014 se však začala ukazovat síla týmu Samsung White, který se během příprav a společných tréninků dokázal vzájemně sehrát a turnajem postoupili ze Skupinové části do Hlavní části bez jediné porážky. Ve čtvrtfinále porazil Americké reprezentanty Team SoloMid a v semifinále pak musel stát proti svému sesterskému týmu - Samsung Blue. Série trvala pouze tři zápasy, z nichž Bílý tým vzešel jako jednoznačný vítěz. Ve finále se utkal s Čínským týmem Star Horn Royal Club, který porazil výsledkem 3:1 a Samsung White se tak stal vítězem Světového šampionátu 2014.
V roce 2015 se společnost RiotGames rozhodla učinit přítrž podobným scénářům, jaké nastaly na posledním Mistrovství světa - moment, kdy dva sesterské týmy mají zajištěnou účast ve finále se již nesměla opakovat. V páté sezóně League of Legends tak přichází pravidlo, které organizacím zakazuje vlastnit dva a více týmů. Týmy Samsung White a Blue tak musely zaniknout - byly přetvořeny do týmu Samsung Galaxy, ani jeden z deseti bývalých hráčů však do nového týmu nenastoupil. Tým byl obsazen novými, mladými hráči, kteří právě dokončili Akademii NaJin a upadl tak do horšího průměru v domácí lize.
V roce 2016 do týmu nastupuje veterán Jihokorejské ligy - hráč Ambition (Kang Chan-yong (강찬용)). Tým skončí v Letní části ligy na čtvrtém místě a probojuje se tak do regionální kvalifikace na Světový šampionát. Na něm poráží tým KT Rolster a kvalifikuje se tak jako třetí zástupce Jižní Koreje. Světová média a analisté považují tým za nejslabší na turnaji, tým se však dokáže dostat ze Skupin do Hlavní fáze, kde následně poráží Evropské zástupce H2K gaming a kvalifikuje se tak do finále. Ve finále se tým utká proti dalšímu korejskému týmu - SK Telecom T1, který je během těžké a dlouhé série poráží výsledkem 3:2.
Na Mistrovství světa v roce 2017 se týmu daří stejně dobře, jako minulý rok - ve finále se znovu tým setkává s SK Telecom T1, které tentokrát zvládá porazit a stává se vítězným celkem Světového šampionátu.
V roce 2018 je tým odkoupen společností KSV eSports Korea a přejmenován na Gen.G.

## Seznam týmů
| Samsung Blue | Samsung Blue | Samsung Blue | Samsung Blue   |
| Národnost    | Pozice       | Přezdívka    | Jméno          |
| ------------ | ------------ | ------------ | -------------- |
| Jihokorejská | TOP          | Acorn        | Choi Cheon-ju  |
| Jihokorejská | Jungle       | Spirit       | Lee Da-yoon    |
| Jihokorejská | MID          | dade         | Bae Eo-jin     |
| Jihokorejská | ADC          | Deft         | Kim Hyuk-kyu   |
| Jihokorejská | Support      | Heart        | Lee Gwan-hyung |

| Samsung White | Samsung White | Samsung White | Samsung White    |
| Národnost     | Pozice        | Přezdívka     | Jméno            |
| ------------- | ------------- | ------------- | ---------------- |
| Jihokorejská  | TOP           | Looper        | Jang Hyeong-seok |
| Jihokorejská  | Jungle        | DanDy         | Choi In-kyu      |
| Jihokorejská  | MID           | PawN          | Heo Won-seok     |
| Jihokorejská  | ADC           | imp           | Gu Seung-bin     |
| Jihokorejská  | Support       | Mata          | Cho Se-hyeong    |

| Samsung Galaxy | Samsung Galaxy | Samsung Galaxy | Samsung Galaxy |
| Národnost      | Pozice         | Přezdívka      | Jméno          |
| -------------- | -------------- | -------------- | -------------- |
| Jihokorejská   | TOP            | CuVee          | Lee Seong-jin  |
| Jihokorejská   | Jungle         | Ambition       | Kang Chan-yong |
| Jihokorejská   | MID            | Crown          | Lee Min-ho     |
| Jihokorejská   | ADC            | Ruler          | Park Jae-hyuk  |
| Jihokorejská   | Support        | CoreJJ         | Jo Yong-in     |